# Atmosphärenflug
Als Atmosphärenflug (englisch atmospheric flight) bezeichnet man in der Raumfahrt einen Flug, der in den Schichten der Hochatmosphäre stattfindet. Meist sind Flughöhen über 100 km in der oberen Erdatmosphäre gemeint. Der Begriff dient zur Unterscheidung vom sogenannten Raumflug (englisch space flight) im „luftleeren“ Weltraum.
Die Fähigkeit zum Atmosphärenflug, bei dem das Fahrzeug selbständig oder fremdgesteuert zum Erdboden zurückkehrt, ist eine elementare Anforderung an eine Raumfähre.
Während der Entwicklung des Space Shuttle verwendete die NASA die nicht-raumflugfähige Raumfähre Enterprise, um das Verhalten im Atmosphärenflug zu testen. Im Rahmen der Approach and Landing Tests wurden 1977 fünf Atmosphärenflüge durchgeführt, bei denen die Enterprise auf einem Trägerflugzeug startete und eigenständig landete.
Die sowjetische Raumfahrt hatte zwei verschiedene Raumfähren-Programme. Für den geplanten Raumgleiter Spiral wurden zwischen 1976 und 1978 mehrere Testflüge mit einer MiG-105 unternommen, um das Verhalten im Atmosphärenflug zu untersuchen. Das konkurrierende Buran-Programm verwendete zwischen 1980 und 1988 unbemannte Modelle der Typen BOR-4 und BOR-5. Von 1984 bis 1989 wurden bemannte Atmosphärenflüge auch mit dem Buran-Testexemplar OK-GLI durchgeführt, das als einzige Raumfähre ohne Hilfe von Zusatzraketen starten konnte.